# Psycho (chanson de Post Malone)
Singles de Post Malone
Rockstar
(2017) Better Now
(2018)
Singles par Ty Dolla Sign
What You Think
(2018) Me So Bad
(2018)
Psycho est un single du rappeur américain Post Malone en collaboration avec Ty Dolla $ign. Il est sorti en février 2018 et est extrait de l'album Beerbongs & Bentleys.
Le titre se classe numéro un dans le Billboard Hot 100 aux États-Unis, au Canada, en Australie et en Suède. Le single est certifié triple disque de platine aux États-Unis et au Canada.

## Composition
La chanson est co-écrite par Post Malone, Ty Dolla Sign, Carl Austin Rosen et Louis Bell.

## Classements
| Classement (2018)                              | Meilleure position |
| ---------------------------------------------- | ------------------ |
| Allemagne (Media Control AG)                   | 6                  |
| Australie (ARIA)                               | 1                  |
| Autriche (Ö3 Austria Top 40)                   | 5                  |
| Belgique (Flandre Ultratop 50 Singles)         | 15                 |
| Belgique (Wallonie Ultratip Bubbling Under 50) | 19                 |
| Canada (Hot 100)                               | 1                  |
| Danemark (Tracklisten)                         | 2                  |
| Espagne (PROMUSICAE)                           | 62                 |
| États-Unis (Hot 100)                           | 1                  |
| Finlande (Suomen virallinen lista)             | 4                  |
| France (SNEP)                                  | 39                 |
| France (SNEP Megafusion)                       | 57                 |
| Italie (FIMI)                                  | 18                 |
| Norvège (VG-lista)                             | 2                  |
| Nouvelle-Zélande (RMNZ)                        | 2                  |
| Pays-Bas (Single Top 100)                      | 8                  |
| Royaume-Uni (UK Singles Chart)                 | 4                  |
| Suède (Sverigetopplistan)                      | 1                  |
| Suisse (Schweizer Hitparade)                   | 11                 |

## Certification
| Région | Certification | Ventes/Streams |
| --- | ------------- | -------------- |
| Australie (ARIA) | 2 × Platine   | 140 000*       |
| Belgique (BEA) | Or            | 10 000*        |
| Canada (Music Canada) | 3 × Platine   | 240 000*       |
| États-Unis | 3 × Platine   | 3 000 000‡     |
| Italie (FIMI) | Or            | 25 000*        |
| Nouvelle-Zélande (RMNZ) | Platine       | 30 000*        |
| Royaume-Uni (BPI) | Or            | 400 000‡       |
| *Ventes selon la certification ^Mise en rayon selon la certification xNon précisé par la certification ‡ventes/streaming selon la certification |               |                |